# Hans Bauerreiß
Hans Bauerreiß (* 28. März 1908 in Nürnberg; † 5. Juli 1975) war ein deutscher Politiker (CSU).
Bauerreiß war von Beruf Bäckermeister und lebte in Nürnberg. Am 4. April 1941 beantragte er die Aufnahme in die NSDAP und wurde zum 1. Juli desselben Jahres aufgenommen (Mitgliedsnummer 8.267.074). Am 16. September 1970 rückte er für den ausgeschiedenen Abgeordneten Georg Krauß über die Wahlkreisliste Mittelfranken in den Bayerischen Landtag nach, gehörte diesem aber wegen der auslaufenden Wahlperiode nur zwei Monate an.